# Hel, Polonia
Hel este un oraș situat pe Peninsula Hel din Voievodatul Pomerania din Polonia.

## Vezi și

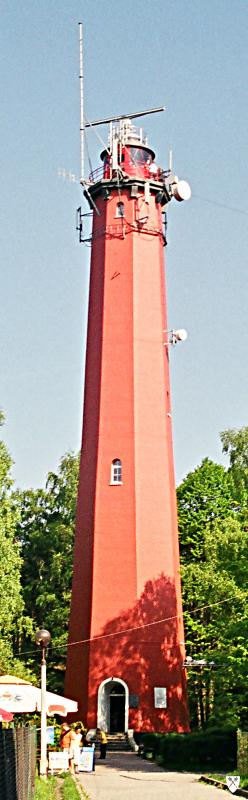
Farul din Hel